# Tebaldo II di Bar
Teobaldo II di Bar o di Mousson, in francese Thiébaut II de Bar (1221 circa – ottobre 1291), fu conte di Bar e di Mousson dal 1239 fino alla sua morte.

## Origine
Tebaldo, come ci viene confermato dal documento n° XLI del Cartulaire de l'abbaye de Sainte Hoïlde era il figlio primogenito del Conte di Bar, di Mousson, Enrico II, e della moglie Filippa di Dreux, figlia del capetingio (era nipote del re di Francia, Luigi VI), conte di Dreux e di Braine, Roberto II e di Yolande de Coucy, come ci viene confermato sia dalla  Chronica Albrici Monachi Trium Fontium .
Secondo la  Chronica Albrici Monachi Trium Fontium , Enrico II di Bar era l'unico figlio maschio del Conte di Bar, di Mousson, Teobaldo I, e della sua seconda moglie, Ermesinda di Bar-sur-Seine, figlia di Guido I conte di Bar-sur-Seine e di Pétronille de Chacenay (figlia di Anserico II di Chacenay e di Hombeline).

## Biografia
Suo padre, Enrico, secondo il Recueil des historiens des croisades. Historiens occidentaux. Tome second, partecipò alla Crociata guidata dal re di Navarra Tebaldo I, la cosiddetta crociata del 1239, indetta da papa Gregorio IX, che, partita da Aigues-Mortes e da Marsiglia arrivò a San Giovanni d'Acri, il 1º settembre 1239; si diresse immediatamente verso sud, per attaccare Ascalona e Gaza, come conferma anche il Recueil des historiens des croisades. Historiens occidentaux., ma, i crociati furono sconfitti, ed il conte Enrico II morì in combattimento; anche lo storico britannico e noto medievalista e bizantinista, Steven Runciman, nel suo A History of the Crusades, Vol. 3 i crociati sbarcarono ad Acri, marciarono verso sud e a Giaffa vennero sconfitti.
Ad Enrico II succedette il figlio maschio primogenito, Teobaldo, con la reggenza della madre, Filippa di Dreux, come ci viene confermato sia dal documento n° XLI del Cartulaire de l'abbaye de Sainte Hoïlde che da documento n° 2 delle Les chroniques de l'Ardenne et des Woëpvres. La notizia della morte di suo padre Enrico lo raggiunse solo all'inizio del 1240.
Dopo la morte della madre, Filippa, nel marzo del 1242, Teobaldo governò da solo.
Nel 1246 con un documento dei Documents rares ou inédits de l'histoire des Vosges. Tomes premier, Tiebaldo certificò una donazione al convento di Mirouart.
Nel 1251, Tebaldo II si schierò a fianco di suo cognato (fratello della prima moglie), il Conte di Fiandra, Guido di Dampierre, nella Guerra di successione fiamminga; secondo il The Formation of the German College of Electors in the mid-Thirteenth Century (non consultato), Guido, nel 1253, invase l'Olanda e occupò l'isola di Walcheren, in Zelanda, ma Fiorenzo, il cognato di Giovanni d'Avesnes, lo affrontò e, nel mese di luglio, lo sconfisse a Westkappel, catturando la flotta fiamminga e facendo numerosi prigionieri, tra cui Tebaldo II, Guido di Dampierre e suo fratello Giovanni (come ci viene confermato dagli Annales Parchenses), che vennero imprigionati e rilasciati solo nel 1256, dopo la morte del Re dei Romani e Conte d'Olanda, Guglielmo II, alleato dei d'Avesnes.
Nel 1265, Enrico V di Lussemburgo stipulò un'alleanza col nipote, il duca di Lorena, Federico III, figlio di sua sorella Caterina, che si opponeva alla nomina del vescovo di Metz fatta da papa Urbano IV ; la disputa continuò col successore di Urbano IV, papa Clemente IV, che era sostenuto da Teobaldo II, conte di Bar. Nel 1266, vi fu guerra tra Enrico V di Lussemburgo e Teobaldo II, nel corso della quale Enrico fu fatto prigioniero e si giunse ad un accordo di pace del 1268, tramite l'intervento del re di Francia San Luigi IX.
Nel 1282, Tebaldo fece testamento, indicando la seconda moglie, Giovanna di Toucy, come esecutrice, assieme ad altri, tra cui il cognato, Guido di Toucy; il testamento venne approvato e controfirmato anche dalla moglie e dal figlio primogenito, Enrico.
Verso il 1290, Teobaldo fu ancora una volta coinvolto nella guerra tra le famigli Avesnes e Dampierre.
Teobaldo II morì nel 1291, verso la fine dell'anno (nel mese di ottobre). Gli succedette il figlio primogenito Enrico.

## Matrimoni e discendenza
Teobaldo, sia secondo il Iohannis de Thielrode Genealogia Comitum Flandriæ, sia secondo il Iohannis de Thilrode Chronicon aveva sposato, nel 1245, Giovanna di Dampierre, figlia del signore di Dampierre, Guglielmo II e della contessa delle Fiandre e contessa di Hainaut Margherita Il contratto di matrimonio era stato redatto il 3 maggio 1243, come ci viene documentato dal documento n° XXIII delle Chartes du Clermontois; il matrimonio fu celebrato due anni dopo, tra il marzo ed il luglio del 1245. Giovanna era al suo secondo matrimonio essendo stata sposata con Ugo III conte di Rethel, come ci riporta il documento n° LXXXVI del novembre 1239 del Trésor des chartes du comté de Rethel, Tome I (non consultato). Nel luglio 1245, dopo il matrimonio vi fu un accordo tra Teobaldo ed il fratello del defunto Ugo III conte di Rethel, inerente alla dote di Giovanna, come ci informa il paragrafo n° 68 del Notice sur le cartulaire du comté de Réthel. Secondo lo storico, Georges Poull, nel suo libro La Maison souveraine et ducale de Bar (1994) (non consultato), Giovanna morì pochi mesi dopo il matrimonio e fu tumulata nell'Abbazia di Sainte Hoïlde.
Il matrimonio fu breve e senza figli.
L'anno seguente, nel 1246, Tebaldo sposò Giovanna di Toucy, figlia di Giovanni, Signore di Toucy, di Saint-Fargeau e di Puisaye (regione compresa tra il Gâtinais e la Borgogna) e sua moglie Emma di Laval. Il matrimonio viene confermato dal documento n° 711 del Recueil de pièces pour faire suite au Cartulaire général de l'Yonne : XIIIe siècle, inerente ad una compravendita in cui Teobaldo e Giovanna sono citati come marito e moglie (Nous, Thiebauz cuens de Bar sires de Thoci et nous, Johanne sa fame). Alla morte del padre alla Crociata, Giovanna divenne signora di Toucy, di Saint-Fargeau e di Puisaye, come dimostra il succitato documento. Quando, nel 1282, suo marito, Tebaldo, fece testamento, la indicò come esecutrice, assieme ad altri, tra cui il fratello, Guido di Toucy; ed assieme al figlio primogenito, Enrico, controfirmò e approvò il testamento. Dopo essere rimasta vedova, nel 1301, Giovanna (Iehanne de Thoci comtesse de Bar et dame de Pusoye) scrisse una lettera per confermare l'avvenuta pace tra il re di Francia, Filippo IV il Bello (Philippe pour la grace de Dieu roy de France) ed il proprio figlio primogenito Enrico III (nostre ainè fil Henry cuens de Bar). Con una lettera del 1305, Giovanna (Iohanne de Thoci comtesse de Bar iadis dame de Puisoie) confermò il figlio, Giovanni, signore di Puisaye (Iehans nostre filz sires de Puisoie). Giovanna morì nel 1317, come ricorda una targa nella chiesa di Nicasio di Reims.
Tebaldo da Giovanna ebbe dodici o quindici figli:
I suoi figli con Giovanna di Toucy furono:
- Enrico (1259 † 1302), Conte di Bar[33]; sposato con Eleonora d'Inghilterra
- Giovanni († 1317), signore di Puisaye[31], sposò Giovanna di Dreux, figlia di Roberto IV di Dreux e di Beatrice di Montfort, contessa di Montfort
- Carlo, morto giovane, citato nella targa della madre[32];
- Teobaldo († 1312), citato nella targa della madre[32], eletto vescovo di Metz nel 1296, citato (messires Thibaus nostre freres) in una lettera, datata 1301, del fratello Enrico (Henris cuens de Bar)[34]; vescovo di Liegi nel 1302; ucciso in battaglia a Roma il 26 maggio 1312; sepolto a San Pietro (Roma).
- Rinaldo († 1316), citato nella targa della madre[32], canonico di Reims, Beauvais, Cambrai, Laon e Verdun; arcidiacono a Bruxelles e Besançon; vescovo di Metz nel 1302, come ci viene confermato da una lettera del 1314 (Renaut evesque de Mets)[35]; secondo le Europäische Stammtafeln[36], vol I, 2227 (non consultate) morì per avvelenamento[22];
- Erardo († ca. 1336), citato nella targa della madre[32], monaco nel 1292, citato (messires Erars de Bar nostre freres) in una lettera, datata 1301, del fratello Enrico (Henris cuens de Bar)[34] e poi signore di Pierreponte d'Ancerville nel 1302; sposò Isabella di Lorena, figlia di Teobaldo II, duca di Lorena e Isabella di Rumigny, come risulta da una lettera del 1320 (Erard de Bar chevalier Sires de Pierrepont et Ysabel de Lorrainne sa femme)[37]; ebbe sei figli[22];
- Pietro († ca. 1349), citato nella targa della madre[32], signore di Pierrefort nel 1300; signore di Bettingen, 1326/1334; sposato in prime nozze con Giovanna di Vienne, figlia di Ugo di Vienne, signore di Longwy e di Pagny (nipote di Isabella di Borgogna); ebbe quattro figli con la prima moglie; sposato in seconde nozze con Eleonora di Poitiers-Valentinois[38]
- Filippo, citato nelle Europäische Stammtafeln[36], vol I, 2227 (non consultate)[22]; arcidiacono a Saarburg;
- Filippa († 1290), sposata nel 1263 con Ottone IV, conte di Borgogna[39]
- Alice († 1307), citata nella targa della madre[32]; sposata nel 1278 con Mattia di Lorena († affogato nel 1282), signore di Beauregard, figlio di Federico III, duca di Lorena
- Maria († 1333), citata nella targa della madre[32], sposata con Gobert VIII d'Aspremont († 1325), come ci viene confermato da una lettera del 1314 del fratello Rinaldo (Marie de Bar femme de monsieur Gobert d´Aspremont)[35];
- Isabella, citata nella targa della madre[32];
- Yolanda, morta giovane, citata nelle Europäische Stammtafeln[36], vol I, 2227 (non consultate)[22]
- Margherita, citata nella targa della madre[32]; badessa di Saint-Maur a Verdun
- Enrichetta († dopo il 1311), citata, assieme alla sorella, Isabella, dallo storico, Georges Poull, nel suo libro La Maison souveraine et ducale de Bar (1994) (non consultato)[22].

## Ascendenza
|                            |                    |                          | Genitori                |  |  | Nonni |  |  | Bisnonni          |  |  | Trisnonni        |  |
|                            |                    |                          |                         |  |  |       |  |  | Rinaldo II di Bar |  |  | Rinaldo I di Bar |  |
|                            |                    |                          |                         |  |  |       |  |  | Rinaldo II di Bar |  |  | Rinaldo I di Bar |  |
|                            |                    | Gisela di Vaudémont      |                         |  |  |       |  |  | Rinaldo II di Bar |  |  |                  |  |
| Teobaldo I di Bar          |                    |                          |                         |  |  |       |  |  | Rinaldo II di Bar |  |  |                  |  |
|                            |                    | Agnese di Blois          | Tebaldo II di Champagne |  |  |       |  |  |                   |  |  |                  |  |
|                            |                    | Agnese di Blois          | Tebaldo II di Champagne |  |  |       |  |  |                   |  |  |                  |  |
|                            |                    | Agnese di Blois          | Matilde di Carinzia     |  |  |       |  |  |                   |  |  |                  |  |
| Enrico II di Bar           |                    | Agnese di Blois          |                         |  |  |       |  |  |                   |  |  |                  |  |
|                            |                    | Guido I di Bar-sur-Seine | …                       |  |  |       |  |  |                   |  |  |                  |  |
|                            |                    | Guido I di Bar-sur-Seine | …                       |  |  |       |  |  |                   |  |  |                  |  |
|                            |                    | Guido I di Bar-sur-Seine | …                       |  |  |       |  |  |                   |  |  |                  |  |
| Ermesinda di Bar-sur-Seine |                    | Guido I di Bar-sur-Seine |                         |  |  |       |  |  |                   |  |  |                  |  |
|                            |                    | Petronilla di Chacenay   | Anserico II di Chacenay |  |  |       |  |  |                   |  |  |                  |  |
|                            |                    | Petronilla di Chacenay   | Anserico II di Chacenay |  |  |       |  |  |                   |  |  |                  |  |
|                            |                    | Petronilla di Chacenay   | …                       |  |  |       |  |  |                   |  |  |                  |  |
| Tebaldo II di Bar          |                    | Petronilla di Chacenay   |                         |  |  |       |  |  |                   |  |  |                  |  |
|                            | Roberto I di Dreux | Luigi VI di Francia      |                         |  |  |       |  |  |                   |  |  |                  |  |
|                            | Roberto I di Dreux | Luigi VI di Francia      |                         |  |  |       |  |  |                   |  |  |                  |  |
|                            | Roberto I di Dreux | Berta d'Olanda           |                         |  |  |       |  |  |                   |  |  |                  |  |
| Roberto II di Dreux        | Roberto I di Dreux |                          |                         |  |  |       |  |  |                   |  |  |                  |  |
|                            |                    | Agnese di Baudemont      | Guido di Baudemont      |  |  |       |  |  |                   |  |  |                  |  |
|                            |                    | Agnese di Baudemont      | Guido di Baudemont      |  |  |       |  |  |                   |  |  |                  |  |
|                            |                    | Agnese di Baudemont      | …                       |  |  |       |  |  |                   |  |  |                  |  |
| Filippa di Dreux           |                    | Agnese di Baudemont      |                         |  |  |       |  |  |                   |  |  |                  |  |
|                            |                    | …                        | …                       |  |  |       |  |  |                   |  |  |                  |  |
|                            |                    | …                        | …                       |  |  |       |  |  |                   |  |  |                  |  |
|                            |                    | …                        | …                       |  |  |       |  |  |                   |  |  |                  |  |
| Iolanda di Coucy           |                    | …                        |                         |  |  |       |  |  |                   |  |  |                  |  |
|                            |                    | …                        | …                       |  |  |       |  |  |                   |  |  |                  |  |
|                            |                    | …                        | …                       |  |  |       |  |  |                   |  |  |                  |  |
|                            |                    | …                        | …                       |  |  |       |  |  |                   |  |  |                  |  |
|                            |                    | …                        |                         |  |  |       |  |  |                   |  |  |                  |  |

### Fonti primarie
- (LA)  Monumenta Germaniae Historica, Scriptores, tomus IX.
- (LA)  Monumenta Germaniae Historica, Scriptores, tomus XVI.
- (LA)  Monumenta Germaniae Historica, Scriptores, tomus XXIII.
- (LA)  Monumenta Germaniae Historica, Scriptores,tom. XXV.
- (FR)  Mémoires et documents inédits pour servir à l’histoire de la Franche-Comté, Tome VIII.
- (FR)  Recueil des historiens des croisades. Historiens occidentaux. Tome second.
- (FR)  Les chroniques de l'Ardenne et des Woëpvres
- (FR)  Notice sur le cartulaire du comté de Réthel
- (FR)  Recueil de pièces pour faire suite au Cartulaire général de l'Yonne : XIIIe siècle
- (LA, FR)  Cartulaire de l'abbaye de Sainte Hoïlde.
- (LA, FR)  Chartes du Clermontois.
- (LA, FR)  HISTOIRE ECCLESIASTIQUE ET CIVILE DE LORRAINE, Volume 2.

### Letteratura storiografica
- (FR)  Histoire généalogique de la maison royale de Dreux (Paris), Luxembourg.
- (FR)  Documents rares ou inédits de l'histoire des Vosges. Tomes premier.
- (FR)  GESTA EPISCOPORUM MESSINS.
- (FR)  Histoire ecclésiastique et civile du duché de Luxembourg et comté ..., Volume 5.